# Cyprinodon pecosensis
Cyprinodon pecosensis là một loài cá trong họ Cá chép răng Cyprinodontidae. Nó là loài đặc hữu của Hoa Kỳ ở lưu vực sông Pecos ở đông New Mexico và tây Texas.

#### Index
- Thể loại: Cyprinodon